# گراماده (استان کیوستندیل)
گراماده (به بلغاری: Gramade) یک منطقهٔ مسکونی در بلغارستان است که در شهرستان دوپنیتسا واقع شده‌است.